# Horseshoe Lake (Hawke’s Bay)
Der Horseshoe Lake  ist ein See im Central Hawke’s Bay District der Region Hawke’s Bay auf der Nordinsel von Neuseeland.

## Geographie
Der Horseshoe Lake befindet rund 30 km südsüdwestlich von Hastings und rund 2,5 km östlich des Tukituki River. Der See, der aus drei Teilen besteht, dem nördlichen, rund 585 m länglichen Teil, dem mittleren Hauptteil und dem rund 370 m langen südlichen verwundenen Teil, umfasst eine Gesamtlänge von rund 1,65 km und einer Fläche von 34,6 Hektar. Die Uferlinie erstreckt such auf eine Länge von rund 5,0 km. In der Mitte des Horseshoe Lake ist eine rund 2,3 Hektar große bewaldete Insel zu finden.
Gespeist wird der See hauptsächlich durch einen von Süden kommenden unbenannte Stream, der nach einem Umweg seine Wässer dem See von Westen her zuführt. Entwässert wird der Horseshoe Lake hingegen über einen unbenannten Bach an seinem nördlichen Ende. Dieser Bach mündet in den nördlich verlaufenden Mākara Stream, der wiederum im  Tukituki River sein Ende findet.